# Meester van het Geborduurde Loofwerk

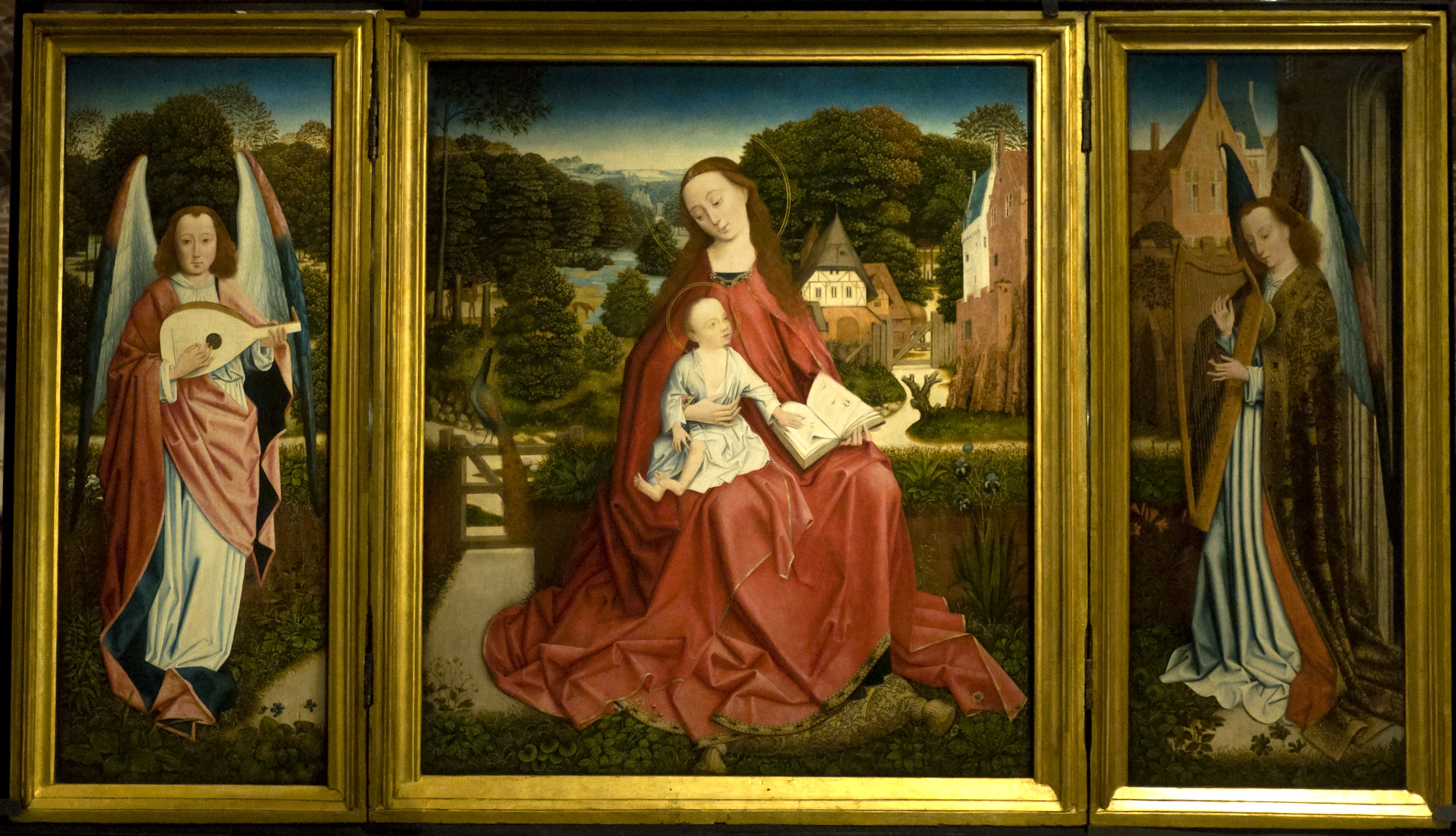
Maagd met Kind en musicerende engelen, ca. 1490, Museum voor Schone Kunsten, Rijsel

De Meester van het Geborduurde Loofwerk is de noodnaam waaronder een aantal panelen, afkomstig uit het Brusselse omstreeks 1500, worden gegroepeerd op basis van de voorstelling van het gebladerte, die doet denken aan kantwerk. Vroeger dacht men hierbij aan één meester, maar recent denken de kunsthistorici meer aan verschillende schilders. Die samenwerking tussen kunstenaars en ateliers is een belangrijk kenmerk van de productie van de Brusselse School op het einde van de 15e eeuw en de panelen die oorspronkelijk werden toegewezen aan één meester worden nu toegeschreven aan verschillende subgroepen. Deze groep van meesters wordt tot de Vlaamse Primitieven gerekend.
In 1926 wees de Duitse kunsthistoricus Max Jakob Friedländer een aantal schilderijen van de Maagd en Kind in een landschap toe aan de Meester van het Geborduurde Loofwerk. Het basiswerk waarop hij zich baseerde was de Maagd met Kind in een Tuin uit de verzameling Ernst Pröhl. Friedländer bedacht die naam omdat het gebladerte op die schilderijen met een herhaald patroon van lichtstippen bezaaid was alsof het tapijt of borduurwerk was; vandaar de ongebruikelijke naam voor deze schilder of groep van schilders wiens namen tot op heden onbekend zijn. De schilderijen in deze groep vertonen kenmerken van vroegere werken en de diepgaande invloed van Rogier van der Weyden. De reeks Madonna's die bij deze noodnaam horen zijn dikwijls herhalingen of composities op basis van de types van Rogier. Maar evengoed wordt in de literatuur verwezen naar invloed van Bernard van Orley, Dirk Bouts, Gerard David, Hans Memling, Hugo van der Goes en anderen.
Naar aanleiding van een tentoonstelling in 2005 rond de Madonna met Kind in Rijsel werd een belangrijk aantal werken toegeschreven aan deze noodnaam bijeengebracht. Dit gaf de deskundigen de gelegenheid de werken direct te vergelijken. In een colloquium dat voor die gelegenheid werd georganiseerd werden een aantal nieuwe interessante hypotheses over deze meester(s) naar voor geschoven. Lorne Campbell ziet in deze meester een Brussels atelier dat zich gespecialiseerd had in het schilderen van landschappen. Men wilde via het landschap afstand nemen van het werk van Rogier, maar gebruikte zijn motieven voor het hoofdonderwerp. Dit atelier zou hebben samengewerkt met een aantal kunstenaars die dan verantwoordelijk waren voor de voorgrond. Dit zou een perfecte verklaring zijn voor de gelijkenis van het werk van deze groep van meesters met een ganse reeks anonymi die toen in Brussel werkzaam waren. Steyaert identificeert in ditzelfde kader een van de subgroepen met de schilder Aert van den Bossche.

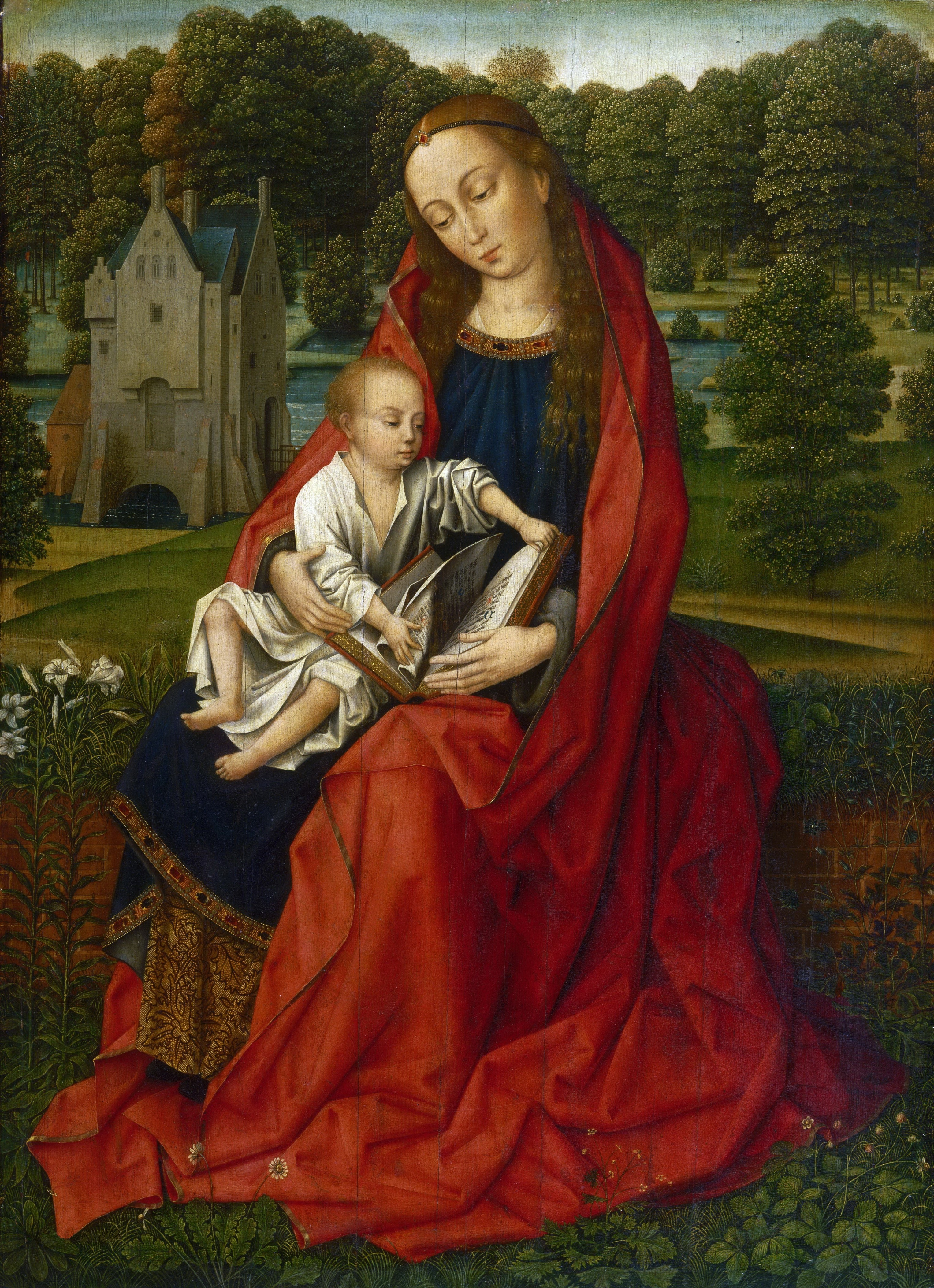
Maagd en Kind in een landschap, ca. 1500, Philadelphia Museum of Art, Philadelphia

## Werken
Hierbij vindt men een aantal werken toegeschreven aan deze groep.
- Maagd met Kind in een tuin, Amsterdam, verzameling Ernst Pröhl
- Madonna met Kind, gekroond door engelen, 1476-1482, Brugge, Groeningemuseum[7]
- Maagd en Kind, 1494-1500, Williamstown, MA, Sterling and Francine Clark Art Insitute.
- Maagd en Kind met vier engelen, 1496, Polizzi Generosa, Santa Maria degli Angeli.
- Triptiek van de Maagd met Kind in een landschap, Burgos, Museo Diocesano-Catedralicio.
- Maagd en Kind, 1490-1510, Betchworth, Howard de Walden Collection.
- Maagd en Kind, 1491-1500, Rijsel, Musée des Beaux-Arts.
- Maagd en Kind, 1491-1500, Minneapolis, MN, Minneapolis Institute of Arts.
- Maagd en Kind in een landschap, ca. 1500, Philadelphia, Philadelphia Museum of Art.
- Maria met kind en musicerende engelen, ca. 1500, Parijs, Musée du Louvre.
- Maria met kind in een omsloten tuin, eerste kwart 16de eeuw, Straatsburg, Musée de la Ville de Strasbourg.
- Heilige Catharina, 1480-1500, Rotterdam, Museum Boijmans Van Beuningen.
- Heilige Barbara, ca. 1488, Rotterdam, Museum Boijmans van Beuningen.
- Portretten van Barbe de Croesinck en Louis de Quarré, 1491-1500, Rijsel, Musée des Beaux-Arts.
- Martelaarschap van de heilige Hippolytus, na 1485, Boston, Museum of Fine Arts.
- Bewening, ca. 1500, Amiens, Musée de Picardie